# Maščobna kislina omega-3
Maščobne kisline omega-3 ali maščobne kisline N-3 so esencialne maščobne kisline z dvojno vezjo, oddaljeno tri ogljikove atome od ω-ogljikovega atoma (končne metilne skupine), npr. linolenska kislina. Izkazujejo ugodne učinke na preprečevanje bolezni srca in ožilja.

## Kemizem
Maščobne kisline omega-3, ki so fiziološko pomembne , so: α-linolenska kislina (18:3, n−3; ALA), eikozapentaenojska kislina (20:5, n−3; EPA) in dokozaheksaenojska kislina (22:6, n−3; DHA). Te tri polinenasičene maščobne kisline imajo 3, 5 oziroma 6 dvojnih vezi v verigi z 18, 20 oziroma 22 ogljikovimi atomi. Kot velja za večino naravnih maščobnih kislin, so vse vezi v konfiguraciji cis oziroma, povedano drugače, vodikova atoma sta na isti strani dvojne vezi.
Na dvojne vezi DHA (kot tudi na arahidonsko kislino) se lahko veže jod in tvorijo se iodolipidi.

## Biološki pomen
Esencialne maščobne kisline, kamor sodijo tudi maščobne kisline omega-3, so dobile tako ime, ko so raziskovalci odkrili, da so bistvene za normalno rast in razvoj otrok in živalskih mladičev. Majhne količine maščobnih kislin omega-3 v prehrani (okoli 1 % skupnega vnosa kalorij) zadošča za normalno rast, večje količine pa imajo le majhen vpliv oziroma ga sploh nimajo.
Sprva so znanstveniki ugotovili bistveno vlogo pri normalnem razvoju otroka pri maščobnih kislinah omega-6 (kot sta gamalinolenska kislina in arahidonska kislina) in raziskave so se osredotočile predvsem nanje. Šele v zadnjih desetletjih so postale tudi maščobne kisline omega-3 predmet globljih raziskav.
Leta 1979 so odkrili eikozanoide: tromboksane, prostaglandine in levkotriene. Raziskovalci so odkrili, da nekateri eikozanoidi nastajajo tudi iz maščobnih kislin omega-3; eikozanoidi iz maščobnih kislin omega-3 izkazujejo načeloma šibkejše vnetno delovanje kot tisti iz maščobnih kislin omega-6 oziroma imajo obratne učinke.
Eikozanoidi serije 3 in serije 6 tekmujejo med seboj. Ko so odkrili, da imajo tromboksani pomembno vlogo pri agregaciji trombocitov (kar lahko na eni strani vodi do smrti zaradi tromboze, na drugi strani pa do izkrvavitve) in da imajo levkotrieni pomembno vlogo v imunskem sistemu (in s tem na razvoj artritisa, lupusa, astme ter na premagovanje okužb), se je pojavilo veliko zanimanje za odkrivanje načinov, kako nadzorovati sintezo eikozanoidov iz maščobnih kislin omega-6. Najenostavnejši način naj bi bil uživanje manj maščobnih kislin omega-6 in več omega-3.